# Jean-Louis Guez de Balzac
Jean-Louis Guez de Balzac (Angoulême, 31 de maio de 1597 – Angoulême, 18 de fevereiro de 1654) foi um escritor libertino francês, muito famoso em sua época pela qualidade de sua prosa, que aparece especialmente em suas Lettres. Sua arte da sátira mordaz explode em Le Prince, um pseudo-elogio a Luís XIII da França. Ele foi um dos membros fundadores da Academia Francesa.

## Vida e carreira
Guez de Balzac nasceu em Angoulême. Originalmente pensava-se que ele tinha nascido em 1595, a data foi revista em 1848 após a descoberta de uma certidão de batismo datada de 1 de junho de 1597, embora isto ainda seja controverso, porque sua certidão de nascimento continha várias irregularidades. Nasceu em uma família bem burguesa, que também adquiriu títulos de nobreza. Em sua juventude, estudou em dois colégios jesuítas: em Angoulême e em Poitiers, onde aprendeu latim, e especialmente retórica.
Em 1612, conheceu Théophile de Viau quando a companhia de teatro de Viau visitou Angoulême, e fugiu de casa com a trupe. Os dois viajaram juntos com a trupe por algum tempo, mas quando esta chegou a Leida, eles se matricularam como estudantes na universidade da cidade em maio de 1615, embora seja possível que eles tenham visitado a universidade em 1613 também.
Recebeu ajuda do Duque d’Epernon e de seu filho Louis, Cardeal de la Valette, que o levou para Roma (1621–1623). De volta a Paris, suas cartas escritas para seus conhecidos e para muitos que ocupavam altos cargos na corte francesa trouxeram-lhe grande fama. Elogios eram despejados sobre ele, e ele se tornou um "habitué" do Hôtel de Rambouillet. O repentino sucesso parece ter afetado um pouco sua cabeça. O Cardeal de Richelieu fazia-lhe muitos elogios e promessas, mas nunca ofereceu a Balzac a nomeação para um cargo importante que ele esperava.
Em 1624, uma coletânea de suas Lettres foi publicada e recebida muito bem pela crítica. Do Château de Balzac, para onde se retirou, continuou a se corresponder com Jean Chapelain, Valentin Conrart e outros. Em 1634, Balzac foi eleito para a Academia Francesa. Morreu em Angoulême no dia 18 de fevereiro de 1654.
A fama de Guez de Balzac repousa principalmente sobre as Lettres, uma segunda coletânea surgiu em 1636. Recueil de nouvelles lettres foi impressa no ano seguinte. Suas cartas, embora vazias e afetadas no conteúdo, mostram um verdadeiro domínio do estilo, introduzindo uma nova clareza e precisão na prosa francesa e incentivando o desenvolvimento da linguagem em linhas nacionais, enfatizando seus elementos mais idiomáticos. Balzac tem assim o crédito de executar em prosa francesa uma reforma paralela a feita por François de Malherbe em versos. Em 1631 publicou um elogio ao rei Luís XIII da França, intitulado Le Prince; em 1652 o Socrate chrétien, Aristippe ou de la Cour em 1658 e várias dissertações sobre estilo.